# Sphenorhina sanguiniplaga
Sphenorhina sanguiniplaga är en insektsart som beskrevs av Victor Lallemand 1938. Sphenorhina sanguiniplaga ingår i släktet Sphenorhina och familjen spottstritar. Inga underarter finns listade i Catalogue of Life.